# Chammes
Chammes korábbi község Franciaország Loire mente régiójában, Maine-et-Loire megyében. 2016. január 1-jén Sainte-Suzanne korábbi községgel egyesült és az így létrejött Sainte-Suzanne-et-Chammes új község része lett.
Lakosainak száma 351 fő (2018. január 1.). Chammes Sainte-Suzanne, Blandouet, Saint-Jean-sur-Erve, Saint-Léger, Châtres-la-Forêt és Sainte-Suzanne-et-Chammes községekkel határos.

## Népesség
A település népességének változása:
| Lakosok száma | 399  | 373  | 349  | 320  | 328  | 333  | 339  | 349  | 349  | 351  |
|               | 1968 | 1975 | 1982 | 1990 | 1999 | 2006 | 2011 | 2015 | 2017 | 2018 |